# Obléhání Ósaky
Obléhání Ósaky (japonsky: 大坂の役, Ósaka no Eki, častěji 大坂の陣, Ósaka no Džin) byla série bitev vedená šógunátem Tokugawa proti klanu Tojotomi, která skončila zničením klanu Tojotomi. Konflikt proběhl v letech 1614 a 1615, byl rozdělen do dvou částí (zimní a letní kampaň) a ukončil existenci poslední větší ozbrojené opozice proti šógunátu. Obležení je také někdy nazýváno Genna Enbu (元和偃武), protože bezprostředně po něm byl změněn název éry z Keičó na Genna.

## Předehra
Po smrti Hidejoši Tojotomiho v roce 1598 vládla Japonsku tzv. Rada pěti regentů, mezi kterými dominoval Iejasu Tokugawa. Poté co porazil Micunariho Išidu v bitvě u Sekigahary, ovládl Iejasu sám prakticky celé Japonsko a radu rozpustil. V roce 1603 byl založen šógunát Tokugawa s hlavním městem v Edu. Iejasu se snažil založit silný a stabilní režim ovládaný jeho klanem a jedinou překážkou na cestě k tomuto cíli zůstával klan Tojotomi vedený Hidejošiho synem Hidejorim, který sídlil v Ósace.

## Zimní kampaň
V roce 1614 klan Tojotomi přebudoval Ósacký hrad a sponzoroval opravy a dobudování chrámu Hókódži v Kjótu. Součástí renovace byl i zvon, který zdobil nápis „Nechť v zemi panuje mír a prosperita. Na Východě zdraví bledý měsíc a na Západě dává sbohem zapadajícímu slunci.“ Šógunát, jenž měl svou mocenskou základnu ve východních provinciích, to interpretoval jako urážku a napětí mezi klany Tokugawa a Tojotomi začalo vzrůstat. Napětí se dále zvýšilo, když Hidejori začal v Ósace do svých služeb přijímat větší množství róninů a nepřátel šógunátu. Iejasu, jenž sice už roku 1605 přenechal titul šóguna svému synovi, ale přesto měl rozhodující vliv, se rozhodl, že tuto sílu nenechá dále růst, a vypravil se v čele 164 000 mužů k Ósace (do počtu nejsou zahrnuty jednotky Tadacuneho Šimazua, které k Ósace nedorazily).
Boje začaly 19. listopadu, když Iejasu vedl 3 000 mužů přes řeku Kizu a zničil zdejší pevnost. O týden později s 1 500 muži zaútočil na vesnici Imafuku bráněnou 600 nepřáteli. S pomocí oddílu vyzbrojeného arkebuzami šógunátní síly opět zvítězily. Před tím než 4. prosince začalo vlastní obléhání Ósackého hradu, zaútočil Iejasu ještě na několik menších pevností a vesnic.
Sanada-maru byl barbakán na jižní straně Ósackého hradu, který bránil generál Jukimura Sanada se 7 000 muži. Útoky šógunových armád na Sanada-maru byly opakovaně odráženy a Sanada se svými muži uskutečnil několik útoků proti liniím obléhatelů, které ve třech případech prorazil. Iejasu se poté uchýlil k dělostřelbě (přivezl sem 300 děl) a navíc svým mužům přikázal podkopat se pod hradby. Zimní obléhání skončilo 22. ledna, když Hidejori Tojotomi slíbil, že se nebude bouřit proti šógunátu a že nechá zasypat hradní příkop Ósackého hradu.

## Letní kampaň
V dubnu 1615 se Iejasu dověděl, že Hidejori Tojotomi shromažďuje ještě víc jednotek než v listopadu minulého roku a že se snaží zastavit zasypávání hradního příkopu Ósackého hradu. Tojotomiho síly (často nazývané Západní armáda) začaly útočit na šógunátní jednotky (Východní armáda) v okolí Ósaky. Pod vedením Naojukiho Bana zaútočily 29. dubna na hrad Wakajama, pobřežní pevnost patřící šógunovu spojenci Nagaakirovi Asanovi. Asanovy jednotky ale vyjely z hradu, napadly útočníky a porazily je. Před tím než Hidejori dokázal dosáhnout výraznějších územních zisků, dorazila na počátku června Východní armáda. 2. června se v bitvě u Dómjódži střetlo Hidejoriho 2600 mužů s 23 000 muži Východní armády. Jejich velitel Motocugu Gotó se pokusil ustoupit do mlhy, ale bitvu přesto prohrál a byl v ní zabit. Poté šógunátní síly narazily na jednotky Hidejoriho generála Jukimury Sanady u Honta-rjó. Sanada se snažil vnutit Masamunemu Datemu boj, ale Dateho vazal Šigenaga Katakura ustoupil, protože jeho jednotky byly vyčerpané a Sanadovy jednotky nakonec učinily to samé.
Během té samé noci se strhla bitva u Jao mezi Moričikou Čósokabem (Západní armáda) a Takatorou Tódóem (Východní armáda). Ve stejnou dobu došlo i k bitvě u Wakae mezi Šinegarim Kimurou a Naotakou Ii. Čósokabeho síly dosáhly vítězství, ale Šigenari Kimura byl poražen levým křídlem Naotakovy armády. Hlavní Tokugawské síly přispěchaly po Šigenarově smrti na pomoc Takatorovi Tódóovi a Čósokabe se stáhl.
Po sérii dalších šógunátních vítězství na předměstí Ósaky vyvrcholila letní kampaň v bitvě u Tennódži. Hidejori naplánoval útok ze dvou stran, 55 000 mužů mělo zaútočit na střed Východní armády, zatímco 16 500 mužů mělo nepřítele obejít a zaútočit na něj zezadu. Zbylá část armády měla čekat v záloze. Iejasuovu armádu o síle 155 000 mužů vedl jeho syn, šógun Hidetada Tokugawa. Šógunátní jednotky postupovaly ve čtyřech paralelních proudech a připravovaly své vlastní obchvatné manévry. Chyby na obou stranách poznamenaly průběh bitvy, když se Hidejoriho róninové oddělili od hlavní skupiny a Hidetadovy záložní síly bez rozkazu postoupily dopředu. Nakonec ale byl zabit Hidejoriho velitel Jukimura Sanada, což zničilo morálku Západní armády. Menší část armády vedená přímo Hidejorim vyrazila z Ósackého hradu příliš pozdě a byla postupujícím nepřítelem zahnána zpět do hradu. Protože nebyl čas zorganizovat účinnou obranu, ocitl se hrad brzy v plamenech a pod dělostřeleckou palbou. Hidejori spáchal seppuku, a tím skončilo poslední větší povstání proti nadvládě Tokugawů na následujících více než 250 let.

## Dohra
Hidejoriho osmiletý syn Kurimacu Tojotomi byl chycen a v Kjótu sťat. Naahime, dcera, kterou měl Hidejori s konkubínou, k smrti odsouzena nebyla a později se stala jeptiškou v Tókeidži v Kamakuře. Hidejošiho hrob byl šógunátem zničen stejně jako kjótská svatyně Tomokuri. Moričika Čósokabe byl popraven 11. června a jeho spojenec Harutane Ono hledaný přes 10 let byl zabit 27. června.
Bakufu neboli vláda šógunátu získala v Ósace roční výnos 650 000 koku a začala s přestavbou Ósackého hradu. Ósaka se pak stává knížectvím a vláda v ní je svěřena Tadaakimu Macudairovi. V roce 1619 ale šógunát zrušil ósacké knížectví a podřídil Ósaku přímo šógunátu.
Klan Tojotomi byl zcela vyvrácen.
Po dobytí hradu vyhlásil šógunát zákony Ikkuni Ičidžórei (v každé provincii mohl být jen jeden hrad) a Bukešohatto (každý daimjó mohl vlastnit jen jeden hrad a musel respektovat různá hradní omezení). Před stavbou nebo opravou hradu bylo nutno získat povolení od šógunátu. Aby se vyhovělo novým zákonům, muselo být mnoho hradů zbořeno.